# Campeonato Mundial de Patinaje Artístico sobre Hielo de 1952
El XLIII Campeonato Mundial de Patinaje Artístico se realizó en París (Francia) entre el 27 de febrero y el 1 de marzo de 1952 bajo la organización de la Unión Internacional de Patinaje sobre Hielo (ISU) y la Federación Francesa de Deportes de Hielo. En este campeonato mundial se realizó por primera vez el concurso de danza sobre hielo. 

## Resultados

### Masculino
| Puesto | Nombre             | País           | Puntos |
| ------ | ------------------ | -------------- | ------ |
| Oro    | Richard Button     | Estados Unidos | 7      |
| Plata  | James Grogan       | Estados Unidos | 19     |
| Bronce | Hayes Alan Jenkins | Estados Unidos | 21     |

### Femenino
| Puesto | Nombre             | País           | Puntos |
| ------ | ------------------ | -------------- | ------ |
| Oro    | Jacqueline du Bief | Francia        | 9      |
| Plata  | Sonya Klopfer      | Estados Unidos | 21     |
| Bronce | Virginia Baxter    | Estados Unidos | 24     |

### Parejas
| Puesto | Nombre                        | País                | Puntos |
| ------ | ----------------------------- | ------------------- | ------ |
| Oro    | Ria Baran / Paul Falk         | Alemania Occidental | 9      |
| Plata  | Karol Kennedy / Peter Kennedy | Estados Unidos      | 23,5   |
| Bronce | Jennifer Nicks / John Nicks   | Reino Unido         | 29     |

### Danza en hielo
| Puesto | Nombre                         | País           | Puntos |
| ------ | ------------------------------ | -------------- | ------ |
| Oro    | Jean Westwood / Lawrence Demmy | Reino Unido    | 7      |
| Plata  | Joan Dewhirst / John Slater    | Reino Unido    | 14     |
| Bronce | Carol Ann Peters / Daniel Ryan | Estados Unidos | 23     |

## Medallero
| Núm. | País                | Oro | Plata | Bronce | Total |
| ---- | ------------------- | --- | ----- | ------ | ----- |
| 1    | Estados Unidos      | 1   | 3     | 3      | 7     |
| 2    | Reino Unido         | 1   | 1     | 1      | 3     |
| 3    | Alemania Occidental | 1   | 0     | 0      | 1     |
| 3    | Francia             | 1   | 0     | 0      | 1     |
|      | TOTAL               | 4   | 4     | 4      | 12    |

| Predecesor: Italia 1951 | Campeonato Mundial de Patinaje Artístico sobre Hielo 1952 | Sucesor: Suiza 1953 |

- Datos: Q114091